# سينثيا أهيرن
سينثيا أهيرن (بالإنجليزية: Cynthia Ahearn)‏ هي أمينة متحف أمريكية، ولدت في 17 أكتوبر 1952، وتوفيت في 31 أغسطس 2008.